# Жолт Пете
Жолт Пете (мађ. Zsolt Peto; Нови Сад, 30. новембар 1987) је српски стонотенисер. Налази се на 153. месту ранг листе ITTF.
Наступао је на Летњим олимпијским играма 2020. где је у појединачној конкуренцији изгубио у 1. колу.